# 2. Damenbundesliga 2013 (Football)
Die 2. Damenbundesliga 2013 war die sechste Saison der zweithöchsten Spielklasse im American-Football in Deutschland für Frauen seit ihrer Neugründung.
Im Finale gewannen die Cologne Falconets gegen den Vorjahresmeister, die Stuttgart Scorpions Sisters mit 36:6.

## Modus
Die Spiele werden mit 9 gegen 9 Spielerinnen ausgetragen (mindestens 5 an der LOS) und haben eine Dauer von 4 × 8 Minuten. Am Spieltag müssen die Teams mindestens jeweils 13 spielfähige Spielerinnen antreten lassen.
In der Saison 2013 treten insgesamt sieben Teams in zwei getrennten Gruppen an (drei in Gruppe Nord, vier in Gruppe Süd). Jede dieser Gruppen trägt ein doppeltes Rundenturnier aus, wobei jedes Team einmal das Heimrecht genießt. Nach jeder Partie erhält die siegreiche Mannschaft zwei und die besiegte null Punkte. Bei einem Unentschieden erhält jede Mannschaft einen Punkt. Die Punkte des Gegners werden als Minuspunkte gerechnet. Nach Beendigung des Rundenturniers wird eine Rangliste ermittelt, bei der zunächst die Anzahl der erzielten Punkte entscheidend ist. Bei Punktgleichheit entscheidet der direkte Vergleich.
Nach den Rundenturnieren kämpfen die jeweils zwei bestplatzierten Mannschaften in zwei Play-off-Runden um das Aufstiegsrecht in die 1. Damenbundesliga (DBL).

In den Play-offs um den Aufstieg wird über Kreuz gespielt. Das heißt, der Gruppenerste spielt gegen den Zweiten der jeweils anderen Gruppe in einem Halbfinale. Entsprechend spielt der Gruppenzweite gegen den Ersten der jeweils anderen Gruppe. Hierbei genießen die Gruppenersten jeweils Heimrecht. Die siegreichen Teams treten im Finale gegeneinander an.

## Teams
In der Gruppe Nord haben die folgenden Teams am Ligabetrieb teilgenommen:
- Aachen Vampires Damen (erstmalige Ligateilnahme)
- Braunschweig Lady Lions
- Cologne Falconets (Absteiger aus der DBL)

In der Gruppe Süd haben die folgenden Teams am Ligabetrieb teilgenommen:
- Heidelberg Nightmare
- Holzgerlingen Twister Ladies
- München Rangers Ladies (erstmalige Ligateilnahme)
- Stuttgart Scorpions Sisters

## Saisonverlauf
In der Saison 2013 nahmen mit sieben Mannschaften zwei mehr als im Vorjahr an der DBL2 teil. Während die Aachen Vampires Damen und München Rangers Ladies jeweils zum ersten Mal im Ligabetrieb dabei waren, stiegen die Cologne Falconets freiwillig zum Saisonbeginn aus der 1. Bundesliga ab.
Beide Heimspiele der Aachen Vampires Damen mussten ersatzlos ausfallen. Außerdem musste je ein Auswärtsspiel der Holzgerlingen Twister Ladies und Heidelberg Nightmare mit 20:0 für die Gegner strafgewertet.
In der Gruppe Nord werden die Cologne Falconets ungeschlagen Gruppensieger und gewinnen im Halbfinale mit 46:13 gegen die München Rangers Ladies. Gruppenzweite werden die Braunschweig Lady Lions.
Südmeister werden ebenso ungeschlagen die Stuttgart Scorpions Sisters vor den München Rangers Ladies. Das Halbfinalspiel gewinnen die Sisters mit 14:6 gegen die Braunschweig Lady Lions.
Das Finale fand am 7. September 2013 in Köln statt. Vorjahressieger Stuttgart verlor mit einem deutlichen 36:6 gegen die Kölnerinnen, die anschließend allerdings auf ihr Aufstiegsrecht verzichteten.

### Abschlusstabellen
| Gruppe Nord | Gruppe Nord             | Gruppe Nord | Gruppe Nord | Gruppe Nord | Gruppe Nord | Gruppe Nord | Gruppe Nord |    | Gruppe Süd                   | Gruppe Süd | Gruppe Süd | Gruppe Süd | Gruppe Süd | Gruppe Süd | Gruppe Süd | Gruppe Süd |
| #           | Team                    | Punkte      | Sp          | S           | U           | N           | TD-Pkt.     | #  | Team                         | Punkte     | Sp         | S          | U          | N          | TD-Pkt.    |            |
| ----------- | ----------------------- | ----------- | ----------- | ----------- | ----------- | ----------- | ----------- | -- | ---------------------------- | ---------- | ---------- | ---------- | ---------- | ---------- | ---------- | ---------- |
| 1.          | Cologne Falconets       | 6:0         | 3           | 3           | 0           | 0           | 72:12       | 1. | Stuttgart Scorpions Sisters  | 12:00      | 6          | 6          | 0          | 0          | 233:350    |            |
| 2.          | Braunschweig Lady Lions | 2:4         | 3           | 1           | 0           | 2           | 42:62       | 2. | München Rangers Ladies       | 08:40      | 6          | 4          | 0          | 2          | 185:132    |            |
| 3.          | Aachen Vampires Damen   | 0:4         | 2           | 0           | 0           | 2           | 08:48       | 3. | Holzgerlingen Twister Ladies | 03:90      | 6          | 1          | 1          | 4          | 100:160    |            |
|             |                         |             |             |             |             |             |             | 4. | Heidelberg Nightmare         | 01:11      | 6          | 0          | 1          | 5          | 032:223    |            |

Erläuterung: = Qualifikation für die Play-offs, Stand: 7. September 2013 (Saisonende)

### Play-offs
|  | Halbfinale | Halbfinale                  | Halbfinale |  |  | Finale | Finale                      | Finale |
|  |            |                             |            |  |  |        |                             |        |
|  |            |                             |            |  |  |        |                             |        |
|  | N1         | Cologne Falconets           | 46         |  |  |        |                             |        |
|  | S2         | München Rangers Ladies      | 13         |  |  |        |                             |        |
|  |            |                             |            |  |  | N1     | Cologne Falconets           | 36     |
|  |            |                             |            |  |  | S1     | Stuttgart Scorpions Sisters | 6      |
|  | S1         | Stuttgart Scorpions Sisters | 14         |  |  |        |                             |        |
|  | N2         | Braunschweig Lady Lions     | 6          |  |  |        |                             |        |
|  |            |                             |            |  |  |        |                             |        |

#### Halbfinale
|                         |                           |  |                   |                           |                        |  |                       |
|                         | Köln 24.08.2013 15:00 Uhr |  | Cologne Falconets | \| \| 46 : 13 \| \| \| \| | München Rangers Ladies |  | Sportpark Müngersdorf |
| (12:0, 14:7, 14:0, 6:6) | Köln 24.08.2013 15:00 Uhr |  | Cologne Falconets |                           | München Rangers Ladies |  | Sportpark Müngersdorf |
|                         | 46 : 13                   |  |                   |                           |                        |  |                       |
|                         |                           |  |                   |                           |                        |  |                       |

|                                   |                                |  |                             |                          |                         |  |            |
|                                   | Stuttgart 24.08.2013 15:00 Uhr |  | Stuttgart Scorpions Sisters | \| \| 14 : 6 \| \| \| \| | Braunschweig Lady Lions |  | TuS1-Platz |
| (0:6, 0:0, 7:0, 7:0) Spielbericht | Stuttgart 24.08.2013 15:00 Uhr |  | Stuttgart Scorpions Sisters |                          | Braunschweig Lady Lions |  | TuS1-Platz |
|                                   | 14 : 6                         |  |                             |                          |                         |  |            |
|                                   |                                |  |                             |                          |                         |  |            |

#### Finale
|  |                           |  |                   |                          |                             |  |                       |
|  | Köln 07.09.2013 17:00 Uhr |  | Cologne Falconets | \| \| 36 : 6 \| \| \| \| | Stuttgart Scorpions Sisters |  | Sportpark Müngersdorf |
|  | Köln 07.09.2013 17:00 Uhr |  | Cologne Falconets |                          | Stuttgart Scorpions Sisters |  | Sportpark Müngersdorf |
|  | 36 : 6                    |  |                   |                          |                             |  |                       |
|  |                           |  |                   |                          |                             |  |                       |